# George Brecht
Pour les articles homonymes, voir Brecht.
George Brecht (né le 27 août 1926 et mort le 5 décembre 2008), né George Ellis MacDiarmid, est un artiste d'avant-garde américain faisant partie de l’art conceptuel, mais aussi un chimiste travaillant comme chercheur pour des laboratoires pharmaceutiques et comme consultant pour des compagnies telles que Pfizer, Johnson & Johnson et Mobil Oil. Il fut un membre important de Fluxus groupe international d'artistes d'avant-garde dont George Maciunas était le "meneur". George Brecht fit partie du groupe dès la première performance à Wiesbaden en 1962 et ce jusqu'à la mort de Maciunas en 1978.

## Biographie
Dès le début des années 1950, il s'intéresse au thème du hasard et de l'aléatoire. Ses recherches, aussi bien scientifiques qu'artistiques, le porteront à écrire L'Imagerie du hasard (Chance Imagery).
Disciple de John Cage, il sera son élève à la New School for Social Research en 1958 et 1959.
En 1967, il collabore à la rédaction d'un livre d’enseignement avec Robert Filliou, Joseph Beuys, John Cage, Nam June Paik, Wolf Vostell, Charlotte Moorman et Allan Kaprow : Teaching and Learning as performing Arts.
Parmi ses œuvres "Fluxus" notables, bon nombre d'events de formulation lapidaire (Three Aqueous Events : "Glace, Eau, Vapeur" - été 1961) ou, au contraire, extrêmement détaillée (Card Piece for Voice, été 1959 : jeu pour jusqu'à 54 joueurs, comprenant un ensemble de cartes et d'instructions). Ses premières instructions pour event seront compilées dans une boîte nommée Water Yam, éditée avec l'aide de Maciunas.
Entre 1965 et 1968 il dirige une galerie nommée La Cédille qui Sourit à Villefranche-sur-Mer avec Robert Filliou. Le lieu ne joue pas le rôle de vitrine d'une galerie traditionnelle, c'est l'atelier des artistes et de leurs compagnes, important comme lieu de contacts et d'échanges avec le groupe Fluxus local et les artistes de passage, et comme lieu symbolique pour les avant-gardes Côte d'Azur entre 1965 et 1968.

## Publications (liste non exhaustive)
- L'imagerie du hasard, George Brecht, Les presses du réel, 2002
- Water Yam, George Brecht, Fluxus Edition, Wiesbaden and New York, 1963–70
- Chance Imagery, George Brecht, Something Else Press, New York, 1966
- Games at the Cedilla; or, The Cedilla Takes Off, by George Brecht & Robert Filliou, Something Else Press, New York, 1967
- Water Yam, George Brecht, Lebeer-Hossmann Edition, Brussels/Hamburg, 1986